# Claire Ward
Claire Margaret Ward, née le 9 mai 1972 à North Shields est une femme politique travailliste britannique. Elle est députée de Watford de 1997 à 2010 et sous-secrétaire d'État parlementaire au ministère de la Justice de 2009 à 2010. Elle est maire de l'autorité de comté combinée des Midlands de l'Est depuis 2024.

## Jeunesse et carrière
Née à North Shields, dans le Northumberland, elle est la fille de Frank et Cathy Ward. Ses deux parents sont conseillers du Parti travailliste et son père s'est présenté sans succès comme candidat travailliste pour Hertsmere aux élections générales de 1987. Elle grandit à Borehamwood, Hertfordshire, où elle fréquente le Loreto College, une école catholique pour filles à St Albans, et étudie à la nouvelle université du Hertfordshire où elle obtient un LLB (diplôme en droit) en 1993. Elle obtient ensuite une maîtrise à l'université Brunel, avant de devenir avocate au College of Law de Londres. De 1995 à 1998, elle est avocate stagiaire.
Claire Ward rejoint le Parti travailliste, le Parti coopératif et le Syndicat des travailleurs des transports et des transports à l'âge de quinze ans, devenant membre active du Young Labour ,. En 1990, elle remporte le South East TUC Mike Perkins Memorial Award pour les jeunes syndicalistes avant d'être élue représentante des jeunes au Comité exécutif national du travail (NEC) l'année suivante.
Elle est élue membre du conseil municipal d'Elstree et de Borehamwood en 1994, où elle est maire de 1996 à 1997,. Elle démissionne du comité exécutif du parti travailliste en 1995 lors de sa sélection en tant que candidate du parti pour Watford.

## Carrière parlementaire
Elle est élue députée de Watford aux élections générales de 1997, succédant à l'ancien whip en chef adjoint du Parti conservateur Tristan Garel-Jones qui a pris sa retraite, et battant le candidat conservateur Robert Gordon par 5 279 voix . Elue à 24 ans, elle n'est pas tout à fait la plus jeune députée, ayant un mois de plus que Chris Leslie, le nouveau député de Shipley, bien qu'elle soit la plus jeune femme élue à la Chambre des communes.
Après son élection, elle devient membre du comité spécial de la culture, des médias et du sport . De 2000 à 2002, elle est présidente du groupe parlementaire multipartite de l'industrie du chocolat et de la confiserie ,,. Aux élections générales de 2001, elle conserve son siège par 5 555 voix et est nommée secrétaire parlementaire privée de John Hutton,.
La prise de contrôle du conseil d'arrondissement de Watford par les libéraux-démocrates, notamment l'élection d'un maire de ce parti, conduit à penser que les élections générales de 2005 seraient difficiles pour Ward . Cependant, elle réussit à battre le libéral-démocrate Sal Brinton avec une majorité de 1 148 voix (environ 2,3%). Le candidat conservateur est poussé de justesse à la troisième place, avec 793 voix de moins que Brinton.
Lors de sa réélection en mai 2005, Ward est nommée whip adjoint du gouvernement avant d'être promue whip à part entière, en tant que Lord Commissaire du Trésor, le 5 mai 2006 . Elle est promue à nouveau en octobre 2008 au rang de vice-chambellan de la maison, le rang le plus bas des whips seniors. Lors du remaniement ministériel de juin 2009, elle remplace Shahid Malik en tant que sous-secrétaire d'État parlementaire à la Justice.
Elle a réclamé plus de 90 000 £ d'allocation de résidence secondaire entre 2004 et 2009, bien qu'elle habite à moins de 30 miles de Westminster. Lors de la publication des dépenses du député en 2009, Ward a défendu son choix de financer une résidence secondaire à Westminster à partir de son allocation parlementaire, citant son besoin d'équilibrer ses fonctions publiques avec ses fonctions de mère de jeunes enfants ,.
Ward perd son siège aux élections générales de 2010, lorsqu'elle termine à la troisième place avec 14 750 voix, derrière le candidat élu du Parti conservateur Richard Harrington (19 291 voix) et le libéral-démocrate Sal Brinton (17 866 voix).

## Carrière post-parlementaire
De juin 2011 jusqu'à sa fermeture en mars 2015, Ward est directrice exécutive de la Fédération des pharmacies indépendantes ,. En avril 2015, Ward devient présidente de Pharmacy Voice, une association d'organismes professionnels représentant les entrepreneurs en pharmacie communautaire. Elle quitte ce poste en avril 2017 dans le cadre de la fermeture de Pharmacy Voice,. Claire Ward est directrice générale de l'Institute for Collaborative Working depuis janvier 2019. Elle conserve des fonctions dans le secteur de la pharmacie avec l'Association de défense des pharmaciens et en tant que présidente de la conférence annuelle de Sigma Pharmaceuticals. Elle est membre du conseil d'administration de l'université du Hertfordshire depuis septembre 2018. Elle est directrice non exécutive de Sherwood Forest Hospitals NHS Foundation Trust à partir de mai 2013 et présidente depuis octobre 2021.

## Maire des Midlands de l'Est
En août 2023, elle est désignée comme candidate travailliste pour l'élection du maire de l'autorité de comté combinée des Midlands de l'Est. Le 2 mai 2024, elle est élue en obtenant 40,3 % des voix dans un scrutin marqué par une faible participation de 27,6 % des inscrits et prend ses fonctions le 7 mai pour un mandat de quatre ans.